# Ankylopteryx quadrimaculosa
Ankylopteryx quadrimaculosa is een insect uit de familie van de gaasvliegen (Chrysopidae), die tot de orde netvleugeligen (Neuroptera) behoort. 
Ankylopteryx quadrimaculosa is voor het eerst wetenschappelijk beschreven door Hölzel in 2001.